# Ivan Paskvić
Ivan Paskvić (mađ.: János Pasquich, njem.: Johann Pasquich; Senj, 3. siječnja 1754. – najvjerojatnije Beč, 15. prosinca 1829.), hrvatski i mađarski astronom i matematičar. 

## Životopis
Bio je ravnatelj i osnivač zvjezdarnice na brdu Gellertu (Budim), jedan od najeminentnijih hrvatskih i mađarskih intelektualaca svog vremena. Školovao se i službovao u Zagrebu, ali je vrhunac njegovog znanstvenog i edukacijskog posla doživio u Mađarskoj. Tijekom života i rada u Budimu, učenik mu je bio i jedan drugi slavan hrvatski matematičar/astronom Mirko Daniel Bogdanić.
Živući u vrijeme nastanka pravih znanstvenih publikacija neprilika u kojoj se našao promijenila je svijet tih publikacija. Njegov ga je slovački asistent Danijel Matej Kmeth, u časopisu Astronomische Nachrichten, optužio za falsifikat, a nakon toga i u prestižnom mađarskom časopisu Tudományos Gyüjtemény te časopisu Baruna Franz Xaver von Zach-a,  Zach's Correspondance Astronomique. U obranu Paskvićeva rada i točnosti izračuna stali su najpoznatiji znanstvenici tog doba: Heinrich Christian Schumacher, Carl Friedrich Gauss, Johann Franz Encke, Heinrich Wilhelm Olbers i Friedrich Bessel, a cijeli je događaj bio uvod u nastanak recenziranja znanstvenih radova i pisama prije objavljivanja, kako se takav događaj više ne bi ponovio. 
Bavio se i mehanikom, teorijom strojeva, a posebno astronomijom i višom geodezijom. Izveo je formulu za duljinu jednostavnog sekundnog njihala na bilo kojem mjestu Zemlje, poopćio Pronyjevu formulu za duljinu složenoga sekundnog njihala, odredio sploštenost Zemlje.